# Église libre d'Écosse
L'Église libre d'Écosse (Free Church of Scotland) est une branche de l'Église presbytérienne écossaise, créée par retrait d'une partie de l'Église d'Écosse lors du schisme de 1843. 
En 1900, la grande majorité de l'Église libre d'Écosse rejoint l'Église presbytérienne unie d'Écosse (United Presbyterian Church of Scotland) pour former  l'Église unie et libre d'Écosse (United Free Church of Scotland), laquelle se réunira à son tour à l'Église d'Écosse en 1929. 
Une petite fraction de l'Église libre d'Écosse est restée hors de l'union de 1900 et revendique le titre de Free Church of Scotland. Cette minorité religieuse est communément appelée le Wee Free.